# Samolus subnudicaulis
Samolus subnudicaulis är en viveväxtart som beskrevs av A. St. Hil. och Compt. Samolus subnudicaulis ingår i släktet bungar, och familjen viveväxter. Inga underarter finns listade i Catalogue of Life.